# Petalidium huillense
Petalidium huillense är en akantusväxtart som beskrevs av C. B. Cl.. Petalidium huillense ingår i släktet Petalidium och familjen akantusväxter. Inga underarter finns listade i Catalogue of Life.